# Yeahwon Shin
Yeahwon Shin (?), intérprete da Coreia do Sul com influência da bossa nova. Ela já apresentou com diversos nomes da cena jazz pelo mundo, incluindo o músico brasileiro Egberto Gismonti.

## Discografia
- 2010: Yeahwon (ArtistShare)
- 2013: Lua ya (ECM)